# (10445) Coster
(10445) Coster (4090 T-2) – planetoida z grupy pasa głównego asteroid okrążająca Słońce w ciągu 3,88 lat w średniej odległości 2,47 j.a. Odkryta 29 września 1973 roku.